# Geneseo (Nova York)
Geneseo és una població dels Estats Units a l'estat de Nova York. Segons el cens del Census 2000 tenia 9.654 habitants.

## Demografia
Segons el cens del 2000, Geneseo tenia 9.654 habitants, 2.523 habitatges, i 1.303 famílies. La densitat de població era de 84,8 habitants/km².
Dels 2.523 habitatges en un 23,5% hi vivien nens de menys de 18 anys, en un 41,3% hi vivien parelles casades, en un 0% dones solteres, i en un 48,4% no eren unitats familiars. En el 26% dels habitatges hi vivien persones soles el 9,6% de les quals corresponia a persones de 65 anys o més que vivien soles. El nombre mitjà de persones vivint en cada habitatge era de 2,53 i el nombre mitjà de persones que vivien en cada família era de 2,92.
Per edats la població es repartia de la següent manera: un 11,9% tenia menys de 18 anys, un 51,3% entre 18 i 24, un 15,2% entre 25 i 44, un 13,2% de 45 a 60 i un 8,5% 65 anys o més.
L'edat mediana era de 22 anys. Per cada 100 dones de 18 o més anys hi havia 68,4 homes.
La renda mediana per habitatge era de 40.660 $ i la renda mediana per família de 62.206 $. Els homes tenien una renda mediana de 42.218 $ mentre que les dones 25.969 $. La renda per capita de la població era de 15.303 $. Entorn del 8,7% de les famílies i el 29,8% de la població estaven per davall del llindar de pobresa.